# Центральний парк культури і відпочинку імені Щербакова
Центральний парк культури і відпочинку імені О. С. Щербакова — парк міста Донецька, розташований у Ворошиловському районі. Обмежений зі сходу вулицею Університетською, з півдня — вулицею Стадіонною, із заходу — стадіоном «Шахтар», з півночі — Другим міським ставком. Працює з 1932 року. У парку є атракціони, дитячі майданчики, алеї для пішохідних прогулянок та інші місця відпочинку.
Парк названий на честь Олександра Сергійовича Щербакова — секретаря Донецького обкому партії 1938 року. Проте первинна назва була іншою, парк носив ім'я Павла Петровича Постишева, але після того, як він був репресований, відбулося перейменування.

## Історія парку
Парк розташований у Скоромошиній балці, яка з 19 століття слугувала місцем зборів робітників Юзівського металургійного заводу та прилеглих шахт. Тут зупинявся заїжджий цирк і проводилися масові гуляння. Територія, на якій нині розташований парк, являла собою ділянку відкритий степ, який полого спускається від Смолянки до річки Бахмутка (Скоромошина). 1891 року річку перегородили греблею, в результаті чого утворився Перший міський ставок, який забезпечував водою металургійний завод.
1931 року прийняте рішення про створення парку, а у вересні 1932 року силами 10 000 комсомольців і піонерів міста почалося його створення. Під парк виділили ділянку відкритого степу площею 120 гектарів за річкою Бахмутка (Перший міський ставок) у Скоморошинській балці.
Навесні 1932 року висаджені кілька тисяч дерев, переважно акація і клен. 1933 року здійснене трасування алей, які обсадили каштанами, липами і тополями. В день відкриття парк відвідали близько шістдесяти тисяч осіб. З 1934 року в парку почали діяти атракціони.
Пізніше площа парку збільшили до 200 гектарів, але до 2000-х років площа парку скоротилася до 96 гектарів. При початковому плануванні крім центрального парку існували окремі функціональні зони: «центральний пляжний парк», «дитячий парк»; районний парк «Середні ставки»; пейзажний парк «Міський ліс»; пейзажний парк «Верхній».
Парк розташований уздовж берегової лінії пов'язаних між собою ставків, а більшість пейзажних композицій відкриті в бік водного простору. У центральній частині розташовані тераси, на найнижчій з яких облаштований партер, що становить основу композиції. Поруч із верхньою терасою 1936 року побудований стадіон «Шахтар» (архітектори Георгій Іванович Навроцький і З. І. Северин). 1932 року в парку проводилася сільськогосподарська виставка, для якої звели павільйони.
Раніше з боку вулиці Стадіонної вхід в парк виглядав як група колон з карнизами. 2008 року він був оформлений декоративними металевими воротами і з бічного входу перетворився на основний.
У парку розбиті квітники. В післявоєнний час тут налічувалося близько сотні назв деревних і чагарникових порід, а видання 1955 року «Парки Донбасу» відносило парк до найкращих парків Донбасу. 15 листопада 2008 року силами журналістів Донецька закладена «Алея журналістів».

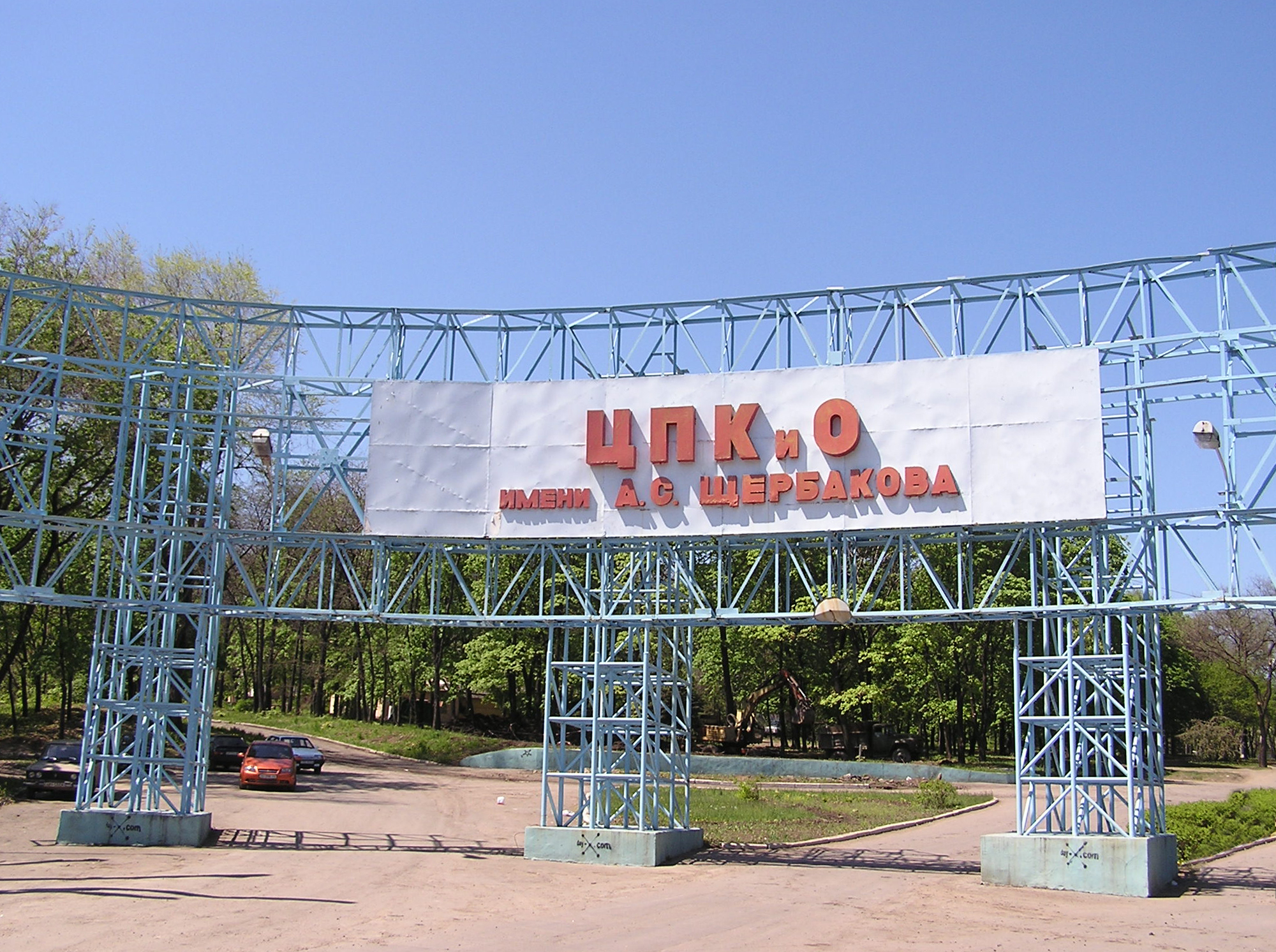
Вхід в парк з боку вулиці Стадіонної до реконструкції
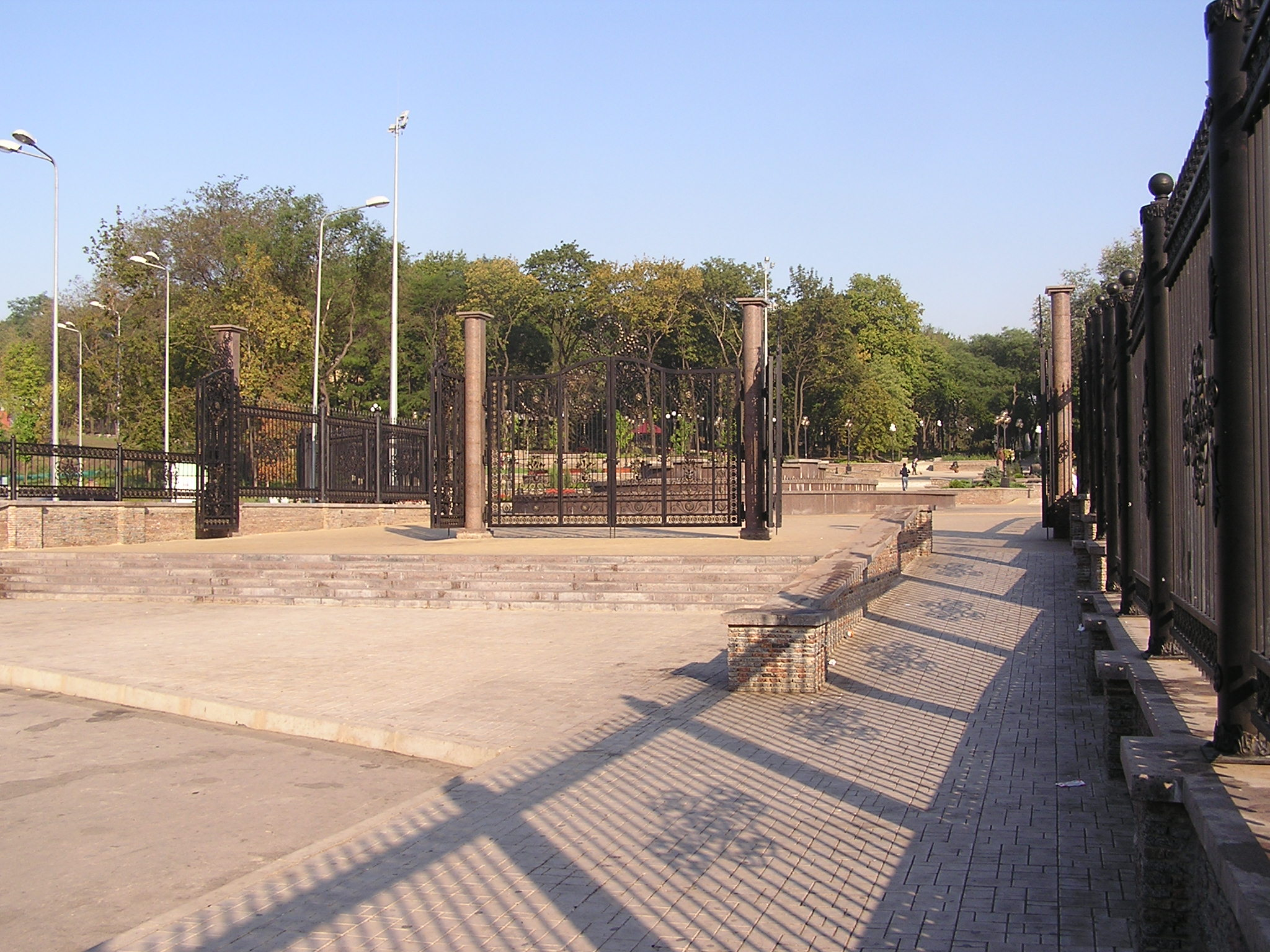
Вхід в парк з боку вулиці Стадіонної після реконструкції
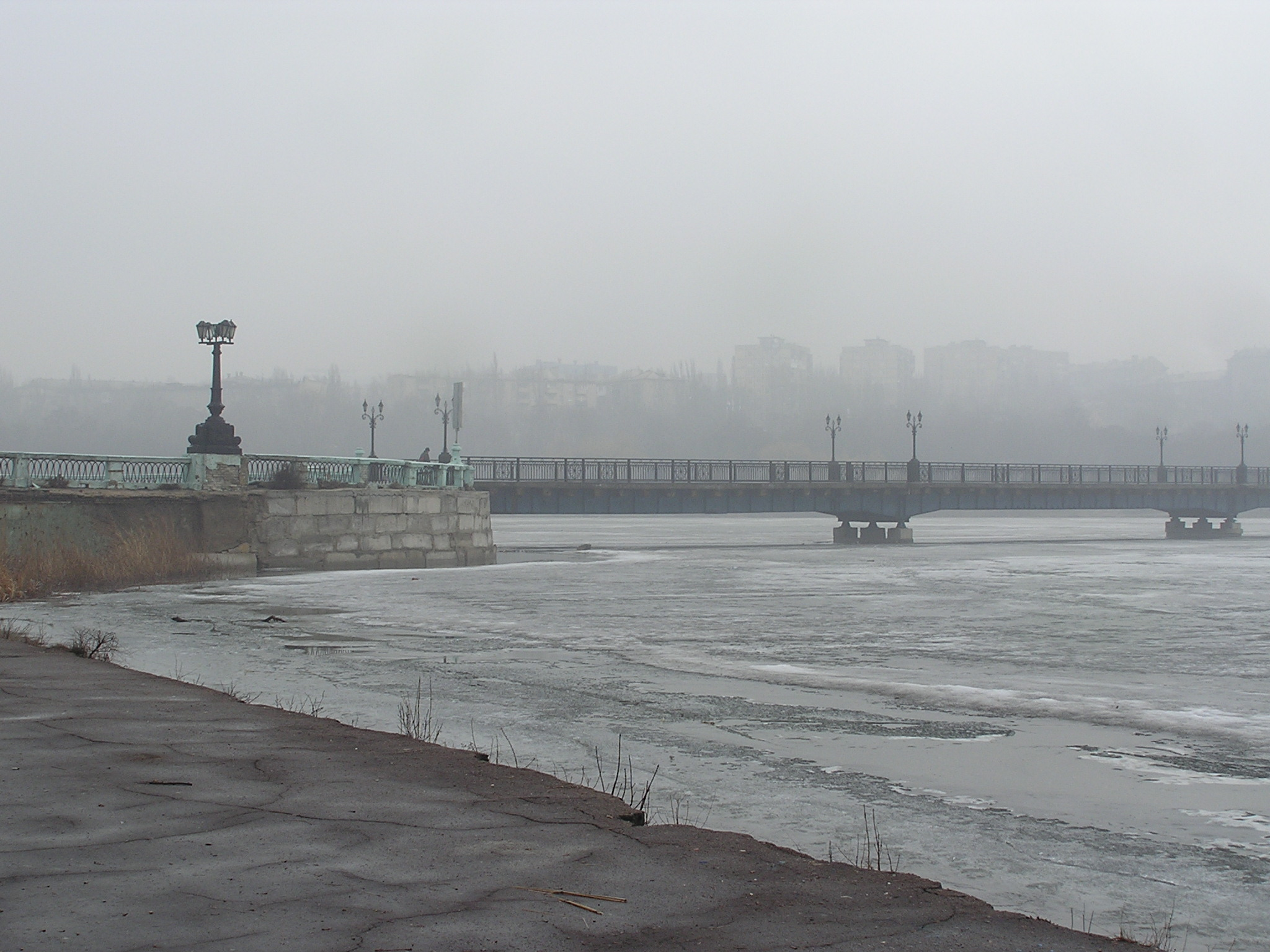
Набережна до реконструкції
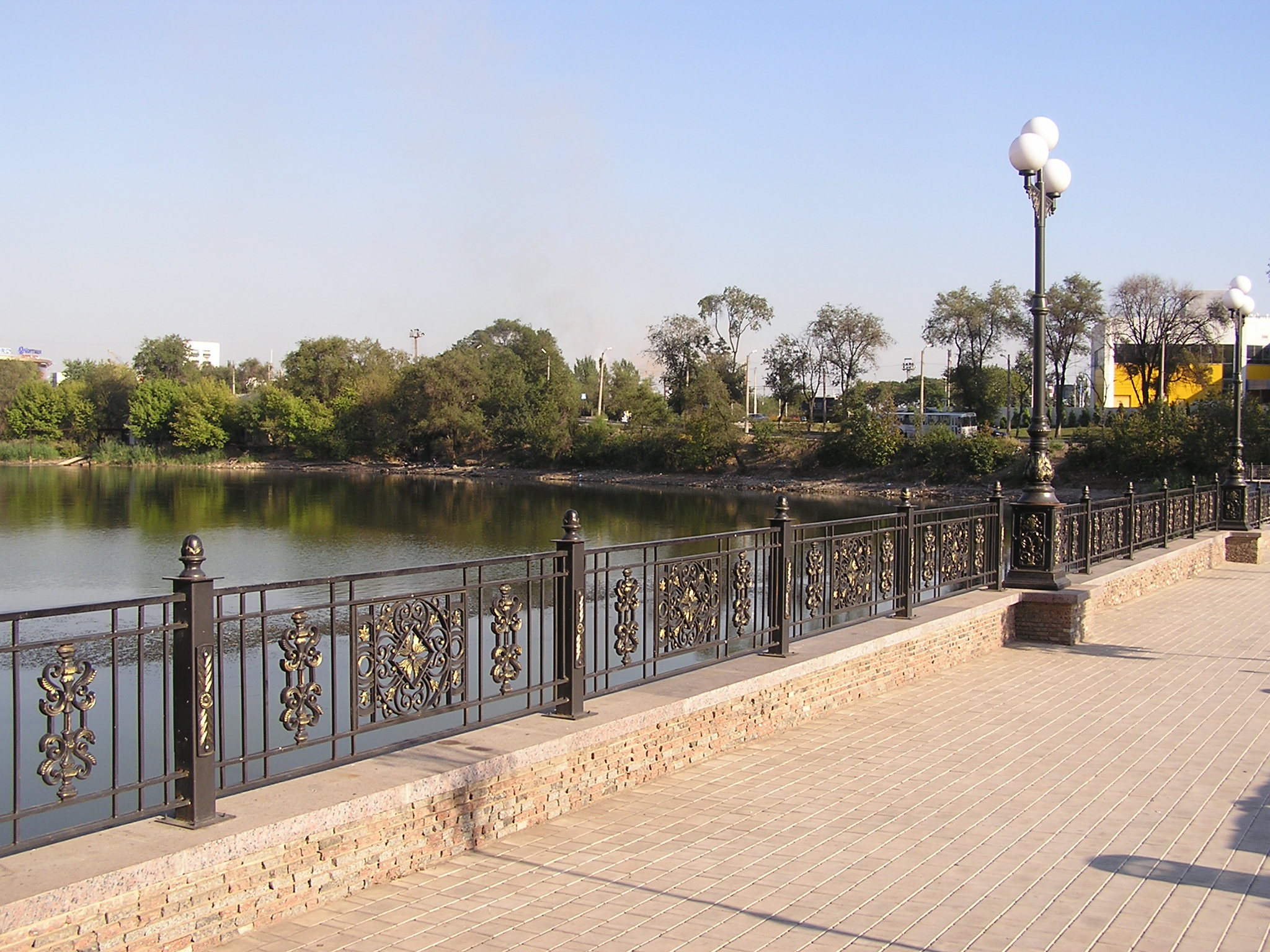
Набережна після реконструкції

2006 року розпочалася масштабна реконструкція парку. ДПІ «Донецькпроект» виконало передпроектні проробки благоустрою набережної Щербакова у парку. Головний архітектор проекту — Романчиков В. І. В ході реконструкції укріплена набережна і очищений ставок. 2008 року в парку встановлені ковані альтанки і розбитий розарій з трояндами різних сортів.
Планується також перенести в парк концертний майданчик з площі Леніна, зробити стаціонарну сцену і гримерні, проводити у парку загальноміські заходи і мітинги, заборонити рух автомобілів у парку, встановити тут сонячний годинник.

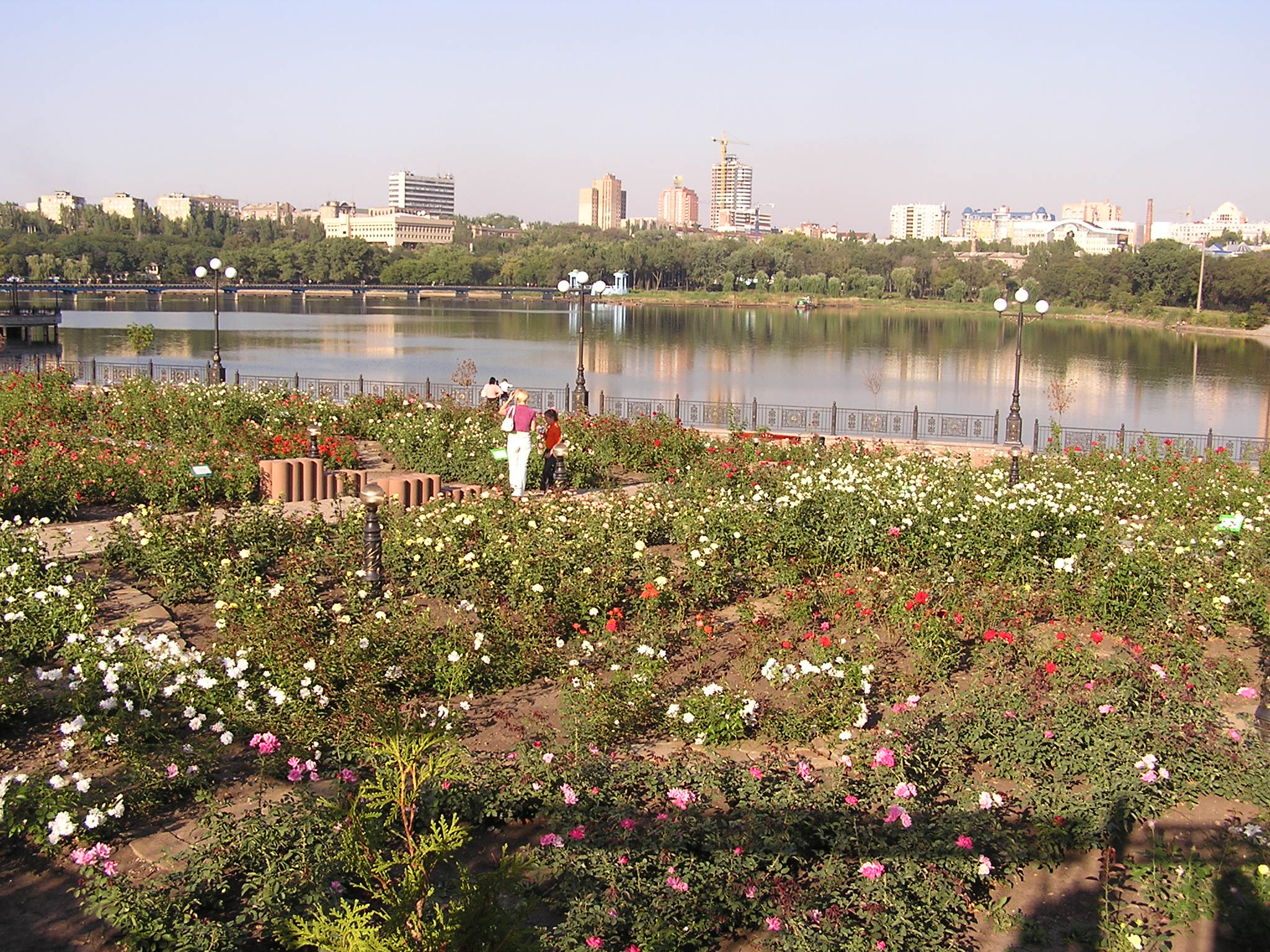
Розарій
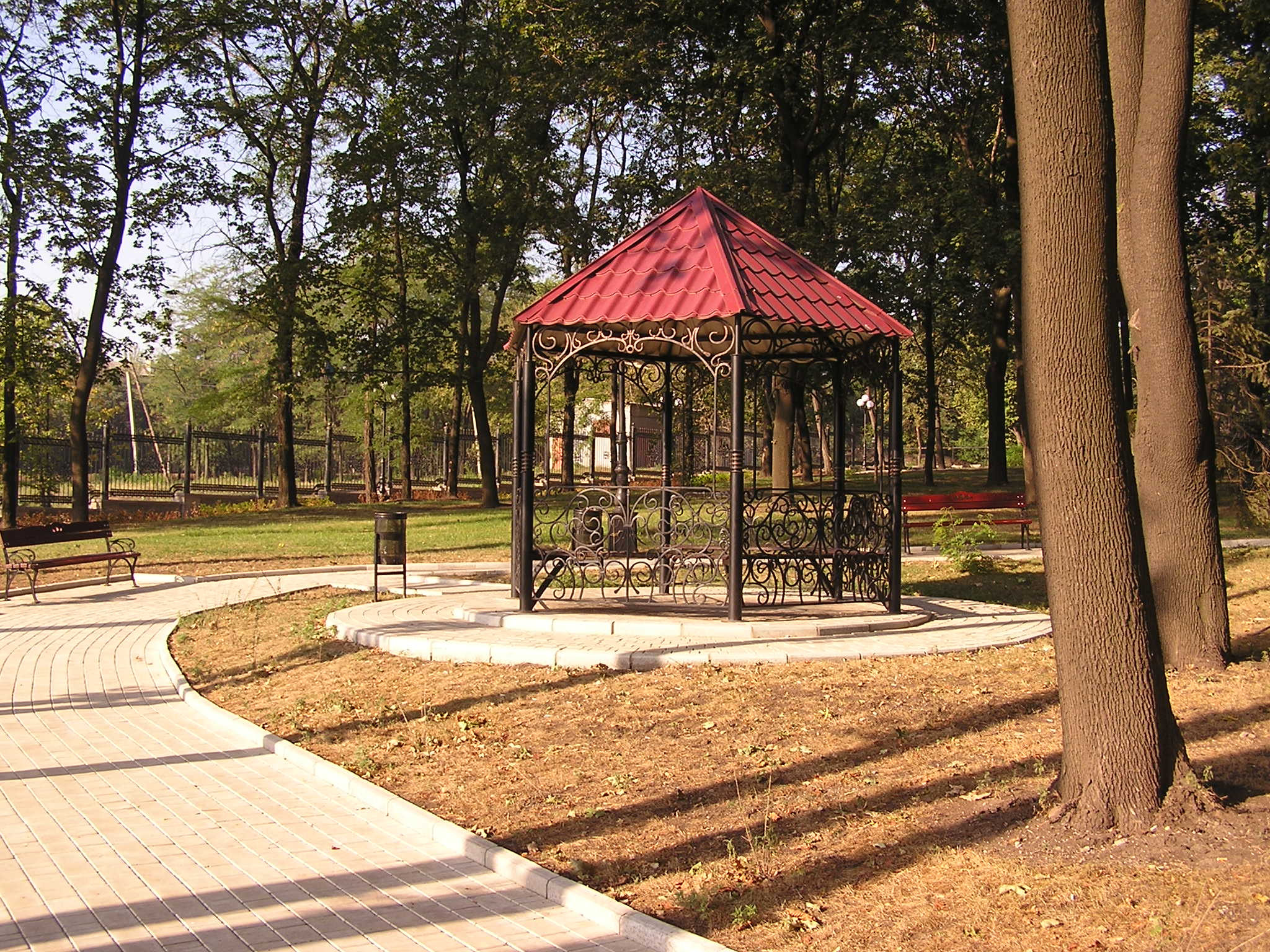
Альтанка
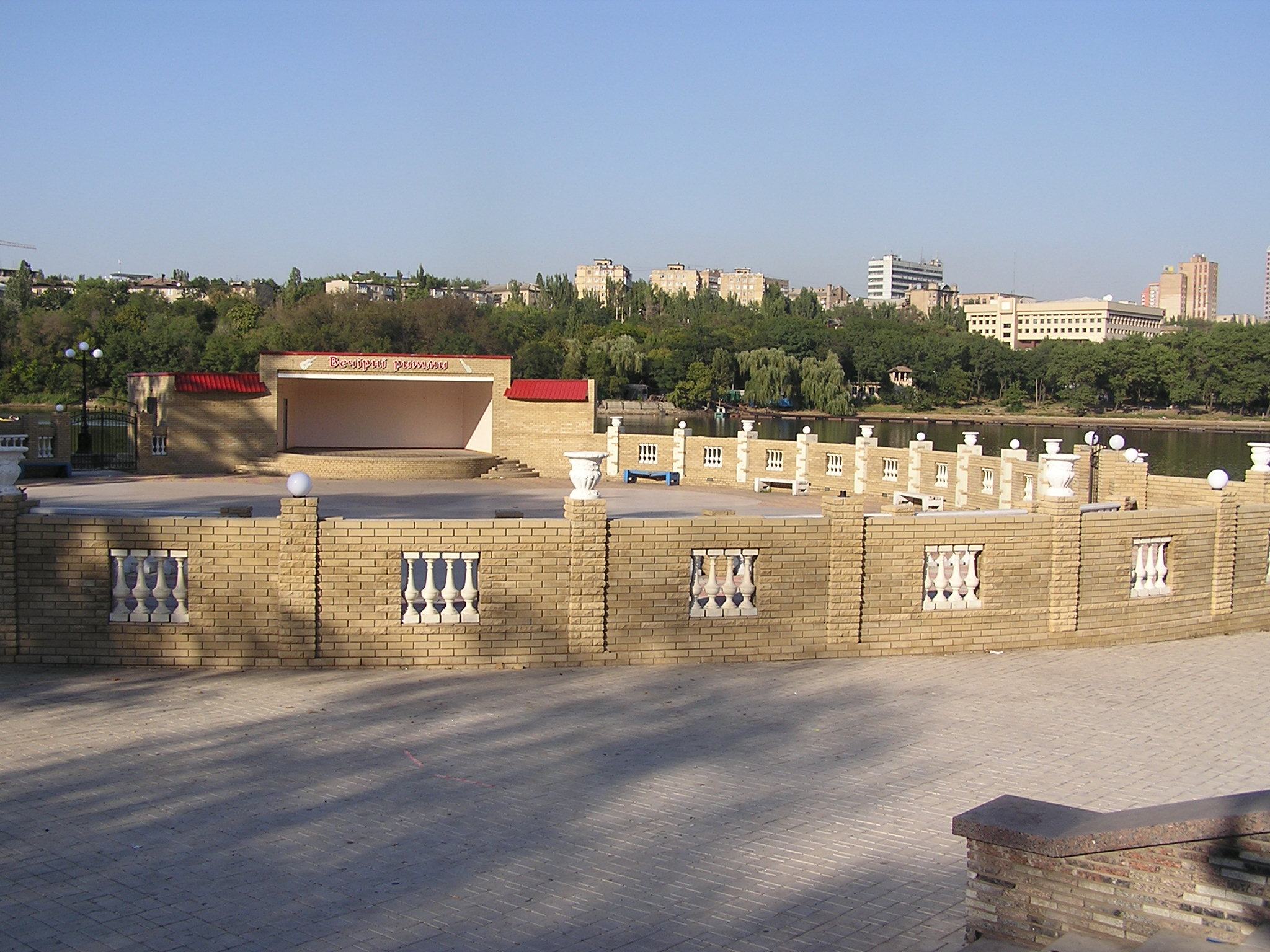
Танцмайданчик «Вечірні ритми»
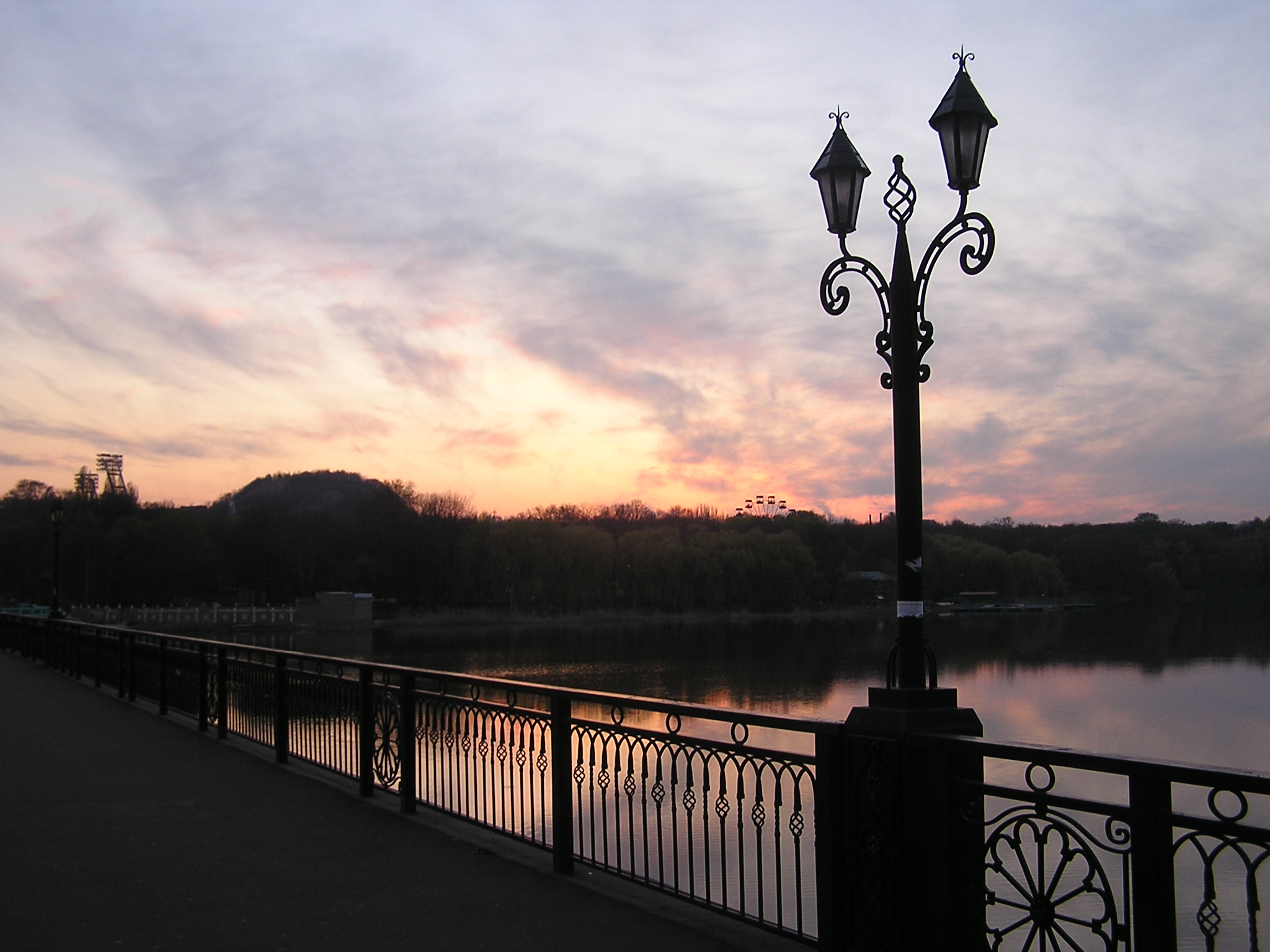
Міст через Перший міський ставок

## Перший міський ставок

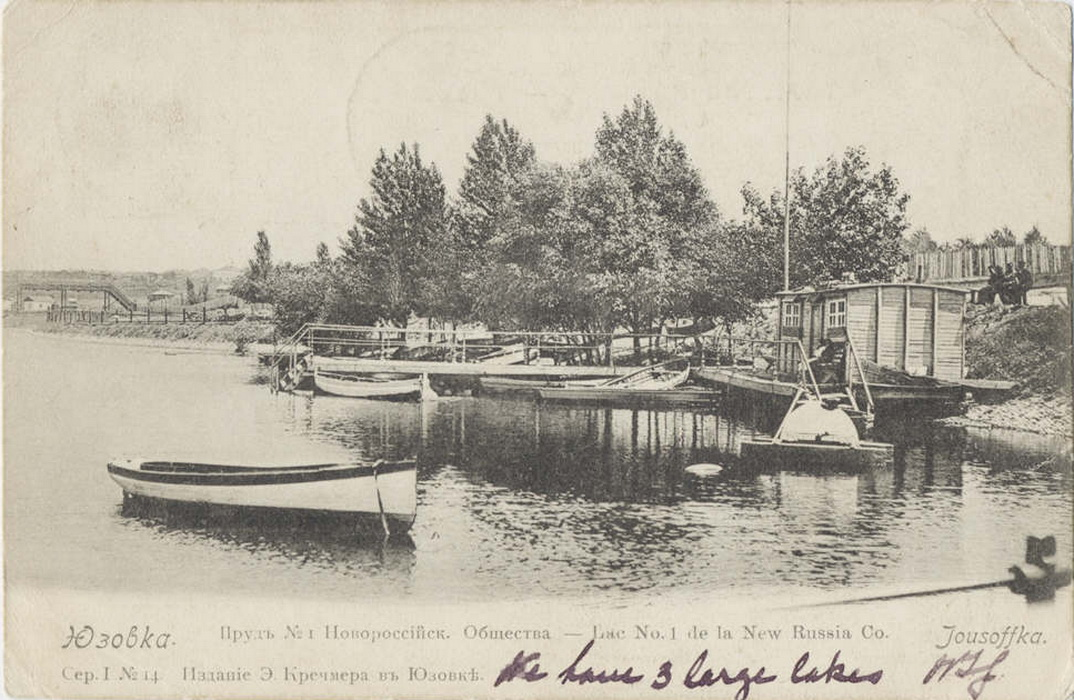
Листівка видавництва Е. Кречмера в Юзівці. Човнова станція біля Міського саду. Початок XX століття

Перший міський ставок виконував роль водосховища Юзівського металургійного заводу. Він і Другий міський ставок створені на річці Скоромошина (нині Бахмутка) після того як заводу забаркло води з водосховища на річці Кальміус. Ємність Першого міського ставка при створенні склала один мільйон кубічних метрів. Площа водного дзеркала нині становить 32 гектари.
Вода зі ставка забиралася трьома насосами, які передавали її в напірний бак біля Центральної шахти. Крім води зі Скоромошинки ставок наповнювався також водою з Кальміусу за допомогою семи насосів . Воду зі ставка крім заводу використовували лазні і пожежники. Для пиття вода не використовувалася ніколи. На східному березі розташовувалася човнова станція Міського саду. В наш час[коли?] човнова станція парку Щербакова розташована на західному березі.
Міст через Перший міський ставок з'явився в роки Німецько-радянської війни після відвоювання Сталіно радянськими військами у нацистів. Спочатку це був понтонний міст, встановлений саперами Радянської армії, потім його замінили на дерев'яний міст на стаціонарних опорах (386 м), а наприкінці 1950-х років замінили на залізобетонний. Цей міст пішохідний, довжина — 330 метрів, ширина — 6 метрів. З боку вулиці Університетської його обрамляють два пілони, виконані у формі альтанок.
Фото Першого міського ставка та мосту через нього надруковані на поштовій марці України «Національна філателістична виставка. Донбас — шахтарський край» (номер у каталозі «Міхель»: 323 (М 380)).

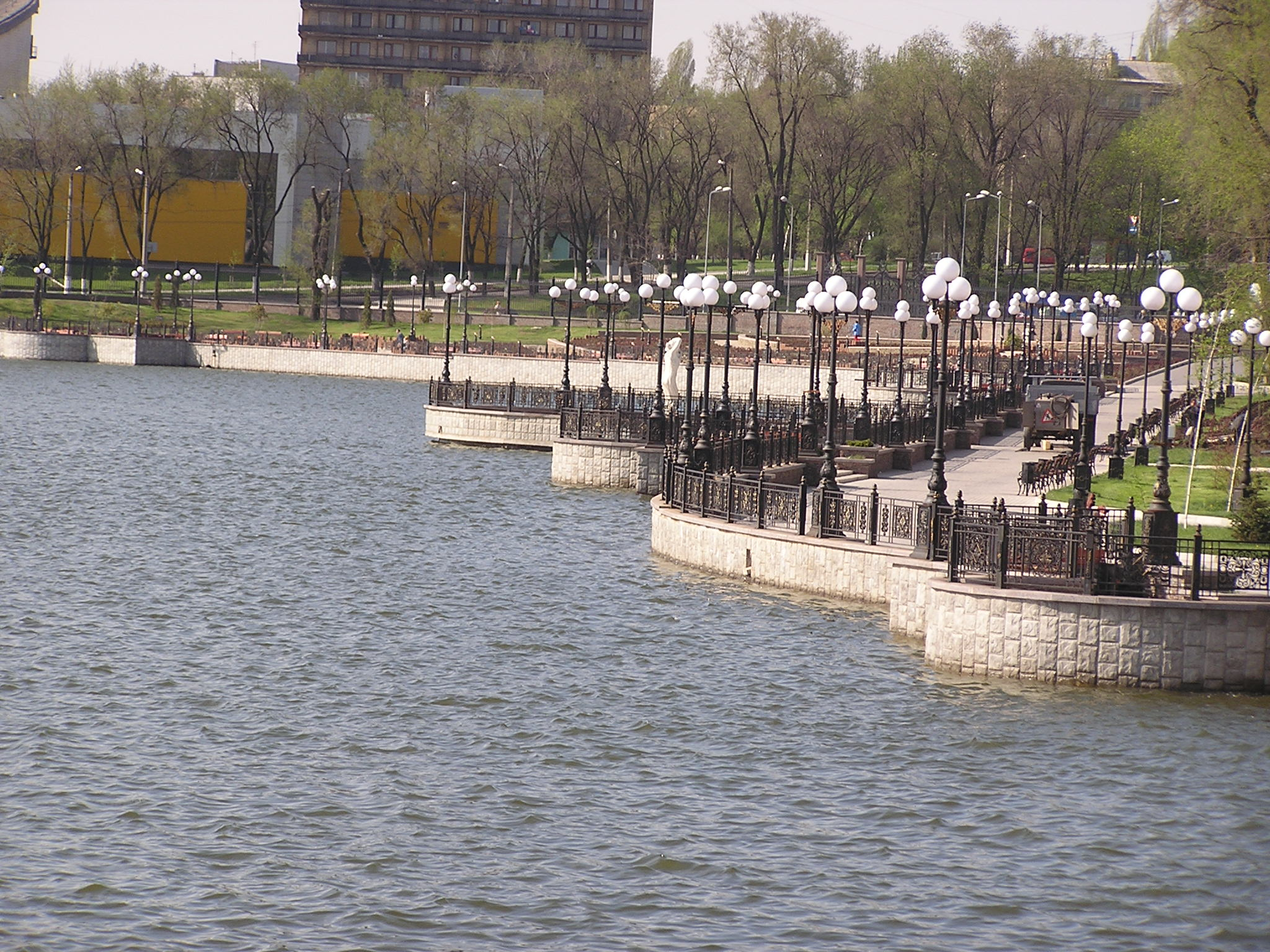
Перший міський ставок, 2010 рік
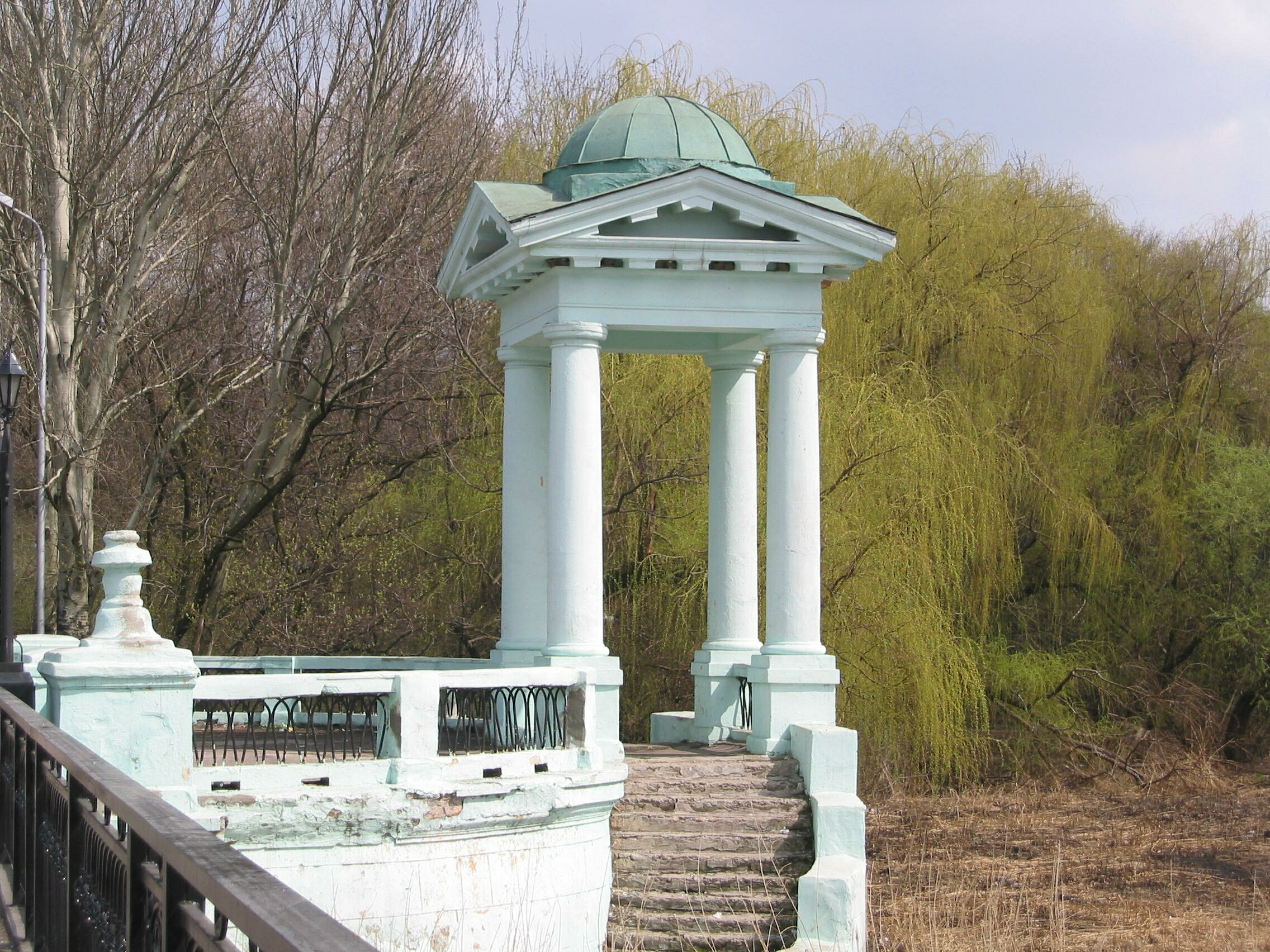
Пілони мосту через Перший міський ставок у вигляді альтанок, 2007 рік
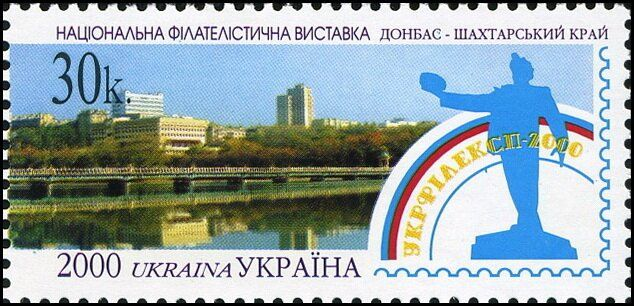
Поштова марка «Національна філателістична виставка. Донбас — шахтарський край».
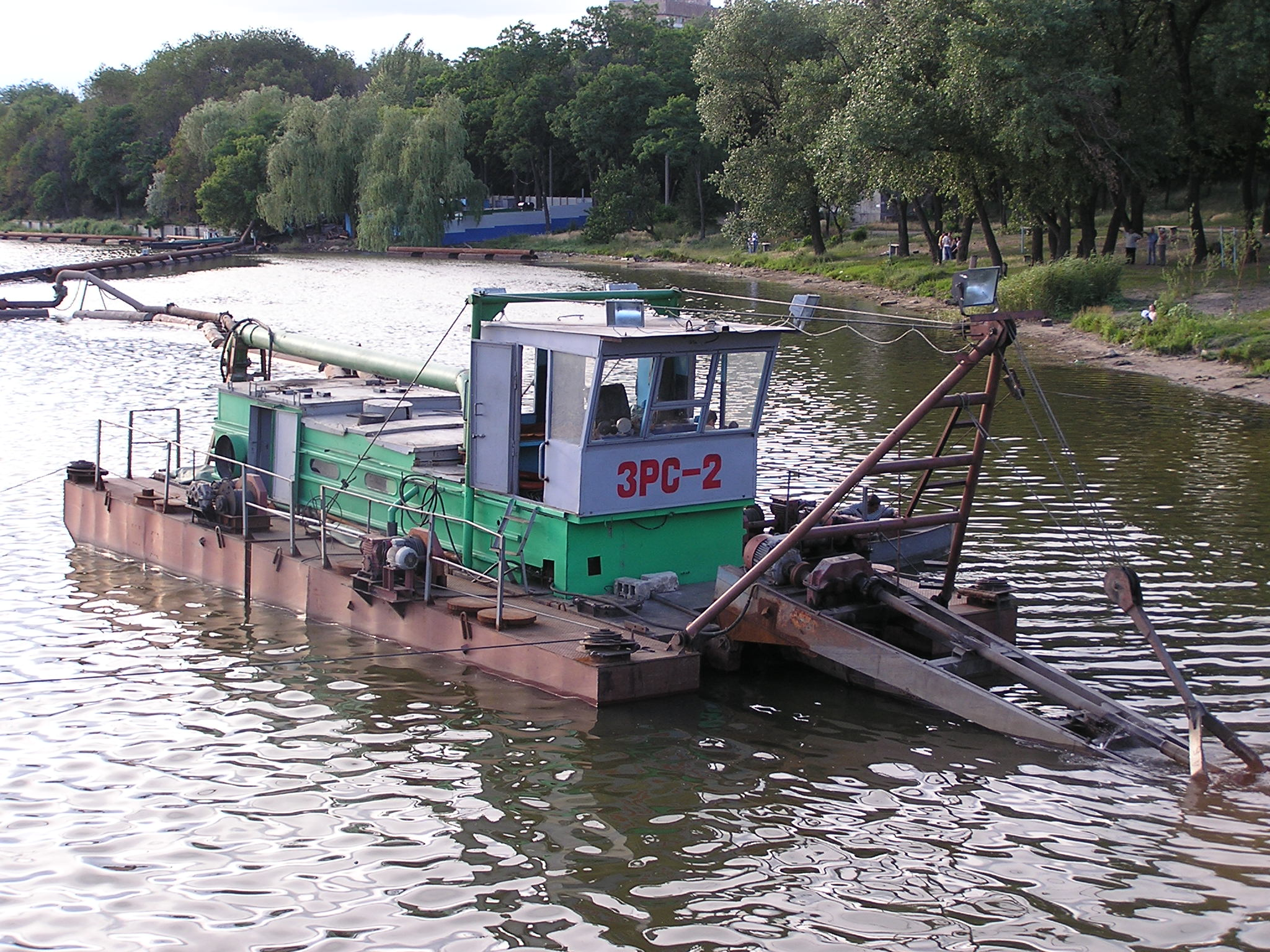
ЗРС-2 чистить Перший міський ставок

## Скульптури

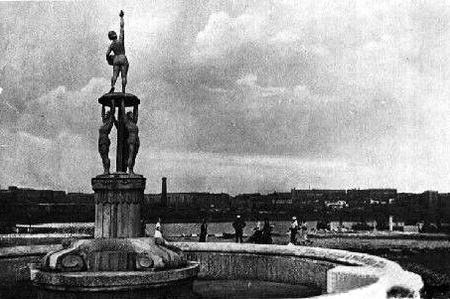
Фонтан, 1938 рік

Скульптурне оформлення парку при його розбивці було ідеологічним. Посередині партеру встановили статую Йосипа Віссаріоновича Сталіна навпроти моста в обрамленні кулястої акації й домінувала над всім центральним комплексом парку. Від скульптури піднімалися сходи з балюстрадою, на якій встановили скульптури шахтарів, атлетів і « дівчат з веслом».
За спиною статуї Сталіна розташовувалася скульптура спортсмена, що стрибає у воду (воду символізувала клумба), і фонтан зі скульптурною групою атлетів, які тримали вазу на витягнутих руках. У чаші була скульптура фізкультурниці з м'ячем. Автор скульптурної композиції фонтану — скульптор Рик.
Вздовж центральної алеї стояли статуї стахановців: Івана Пінтера, Бакаліна, Полігачевої, Мармазова й інших. Автори цих сульптур — скульптори Михальський і Макаренко. Стадіон «Шахтар» на другому поверсі був оформлений монументальною скульптурою .
Скульптури повоєнного періоду демонтували в 1970-х роках під час реконструкції центральної частини парку.
Під час реконструкції парку 2006—2008 років на набережній першого міського ставу встановили статую античної дівчини з глечиком. 2008 року до святкування дня міста і Дня шахтаря в парку встановили 46 дерев'яних скульптур, що зображують казкових персонажів. Серед них Малюк і Карлсон, баба Яга, водяник, лісовик, гноми та інші персонажі.
Також у 2008 році до святкування дня міста і Дня шахтаря в парку встановлений Добрий ангел Миру — міжнародний символ меценатства. Це золота фігура ангела, що стоїть на півсфері з голубом в руках. Постаментом служить колона, виконана з червоного граніту. Автори концепції пам'ятника: Петро Тимофійович Стронський та Олег Віталійович Олійник. На багатогранному п'єдесталі вибиті імена та прізвища меценатів: Рінат Леонідович Ахметов, Василь Тарновський, Фадей Рильський, Микола Терещенко, Богдан Ханенко.

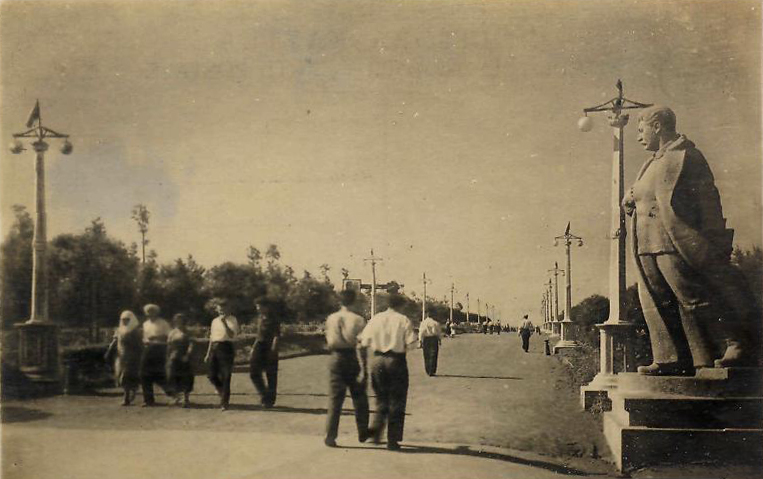
Пам'ятник Сталіну
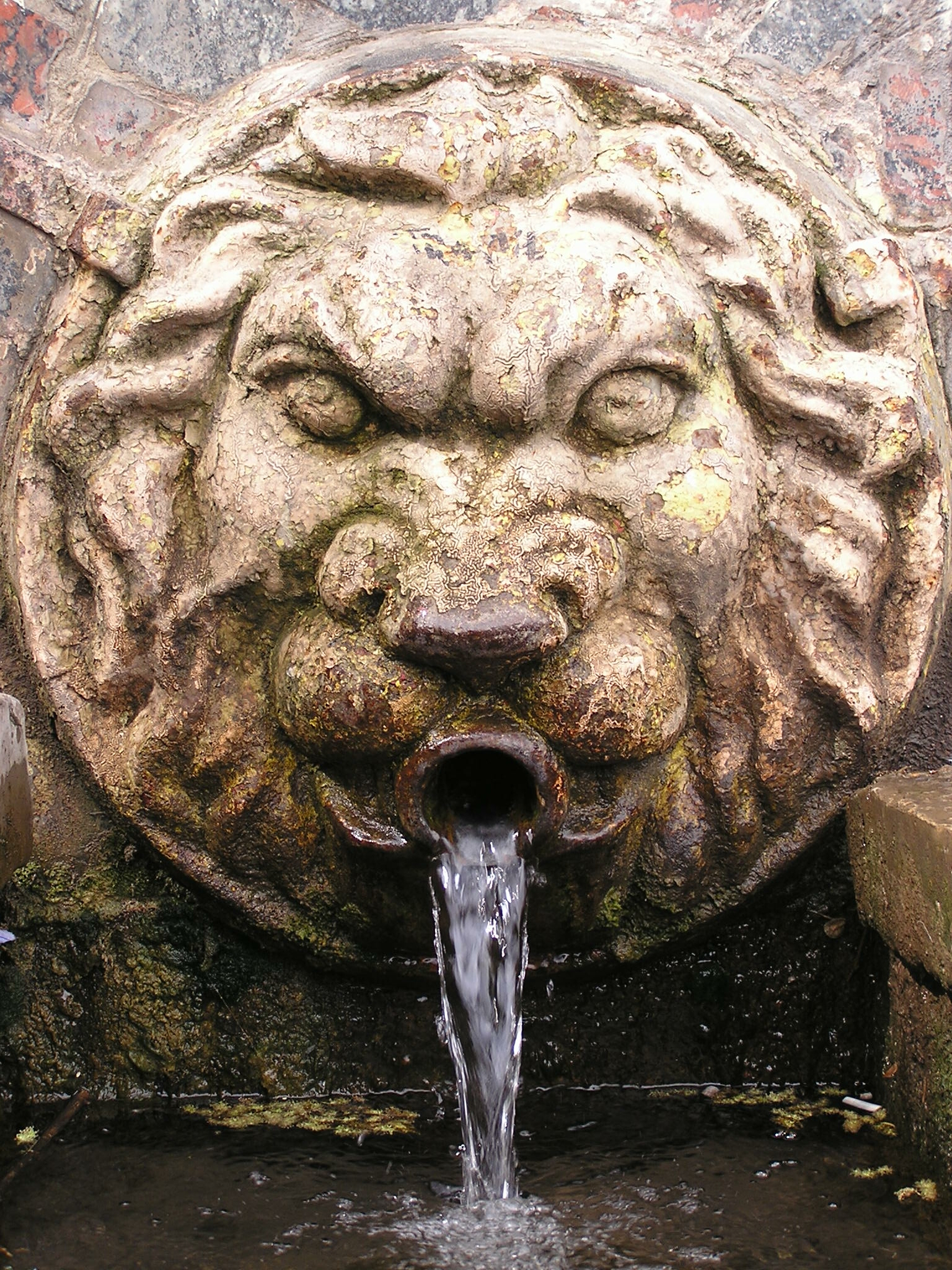
Маскарон на джерелі, 2007 рік
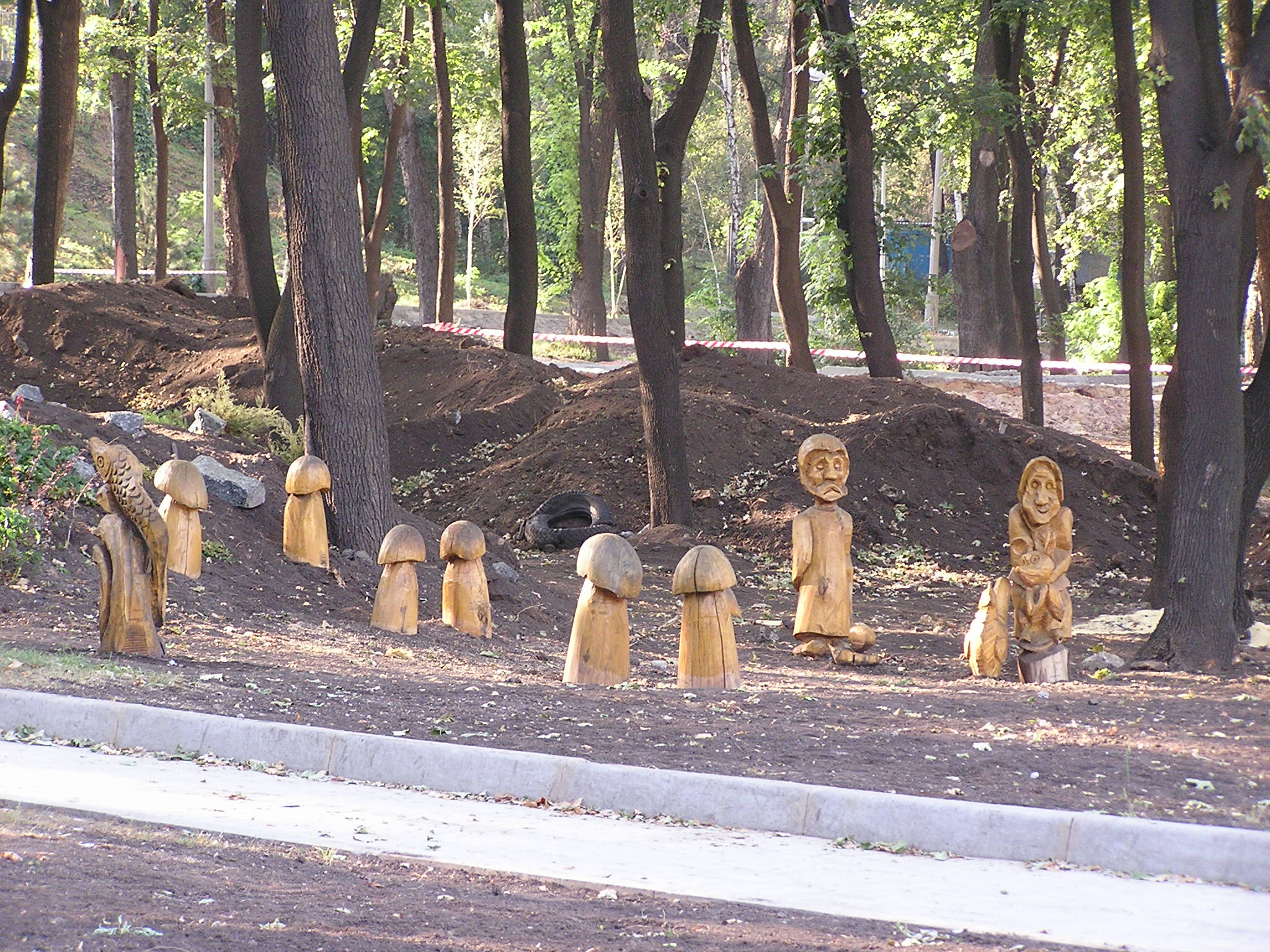
Казкові персонажі

## Фонтани
Фонтан зі скульптурною групою атлетів демонтований в 1970-і роки під час реконструкції центральної частини парку. Він замінений на фонтан, обнесений парапетом. Від центральної площі до мосту був організований каскад фонтанів. Фонтани 1970-х років демонтовані в 2000-і роки.
2007 року в парку відкритий новий фонтан, що складається з 6 чаш, облицьованих мармуром. Кожна чаша має свій малюнок струменів. У фонтані використовується 200 ліхтарів і 486 насадок для розподілу струменів.
Під час реконструкції парку 2006—2008 років біля входу з боку вулиці Стадіонної встановили новий фонтан.

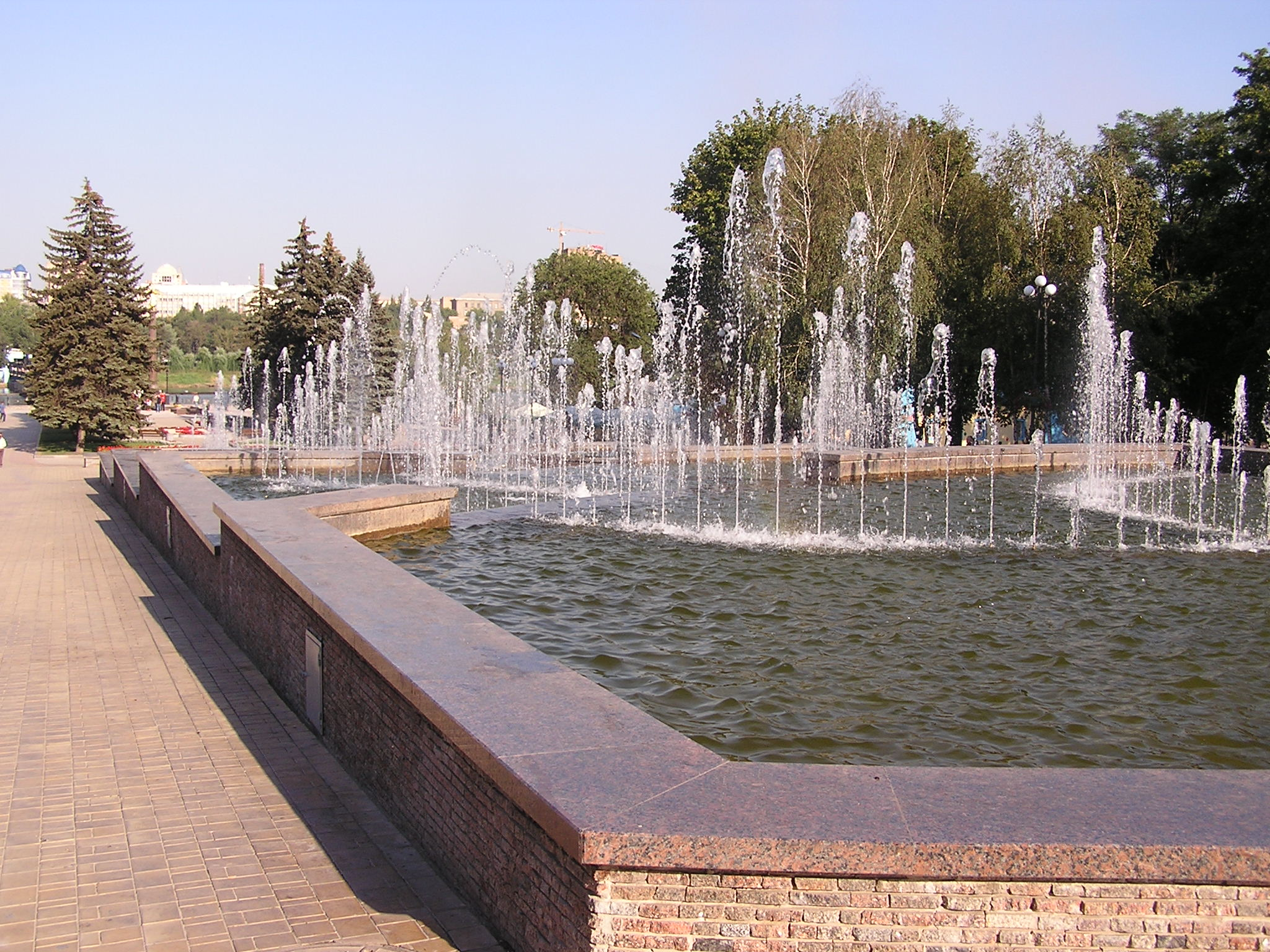
Центральний фонтан
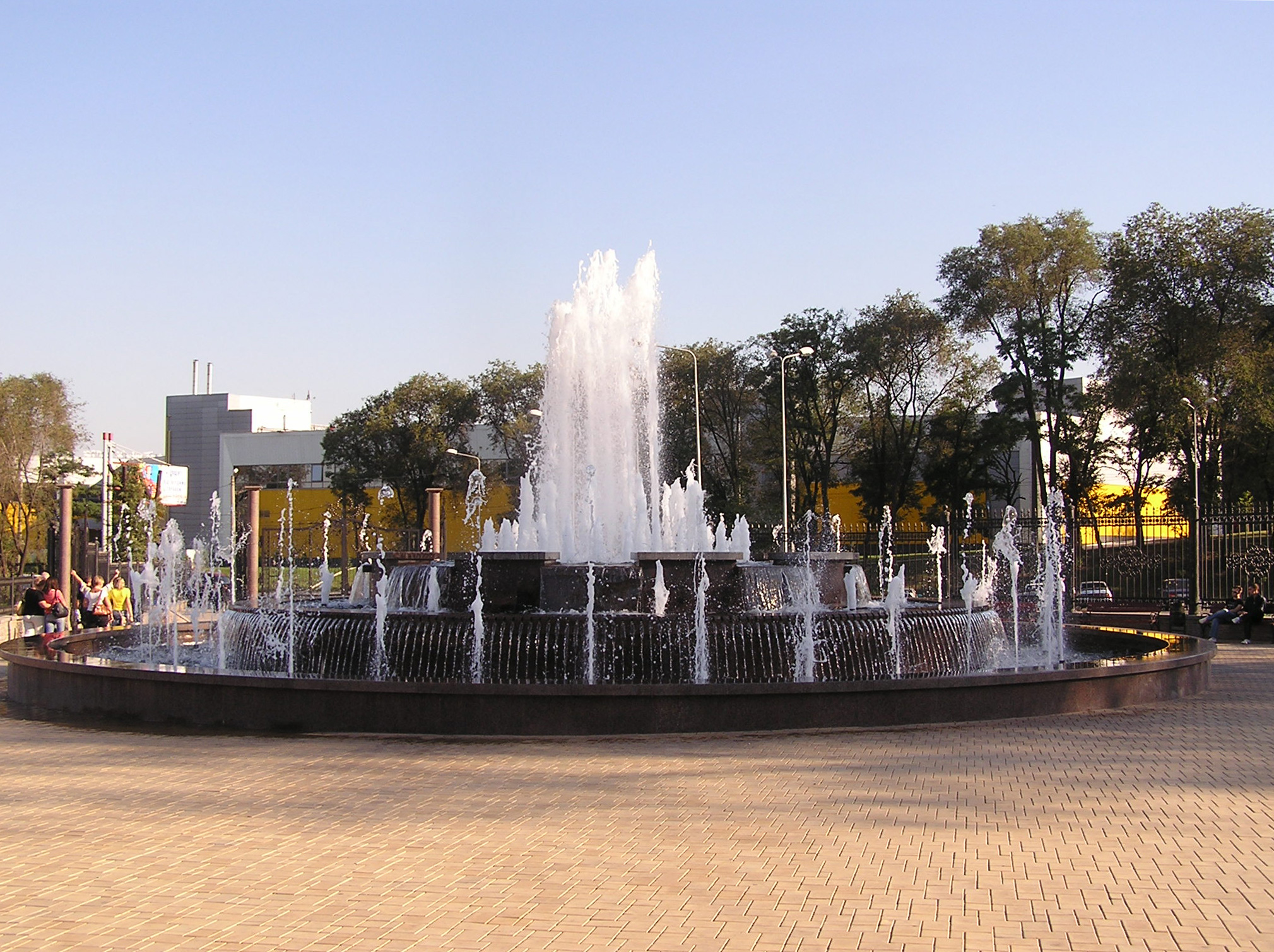
Фонтан біля вулиці Стадіонної
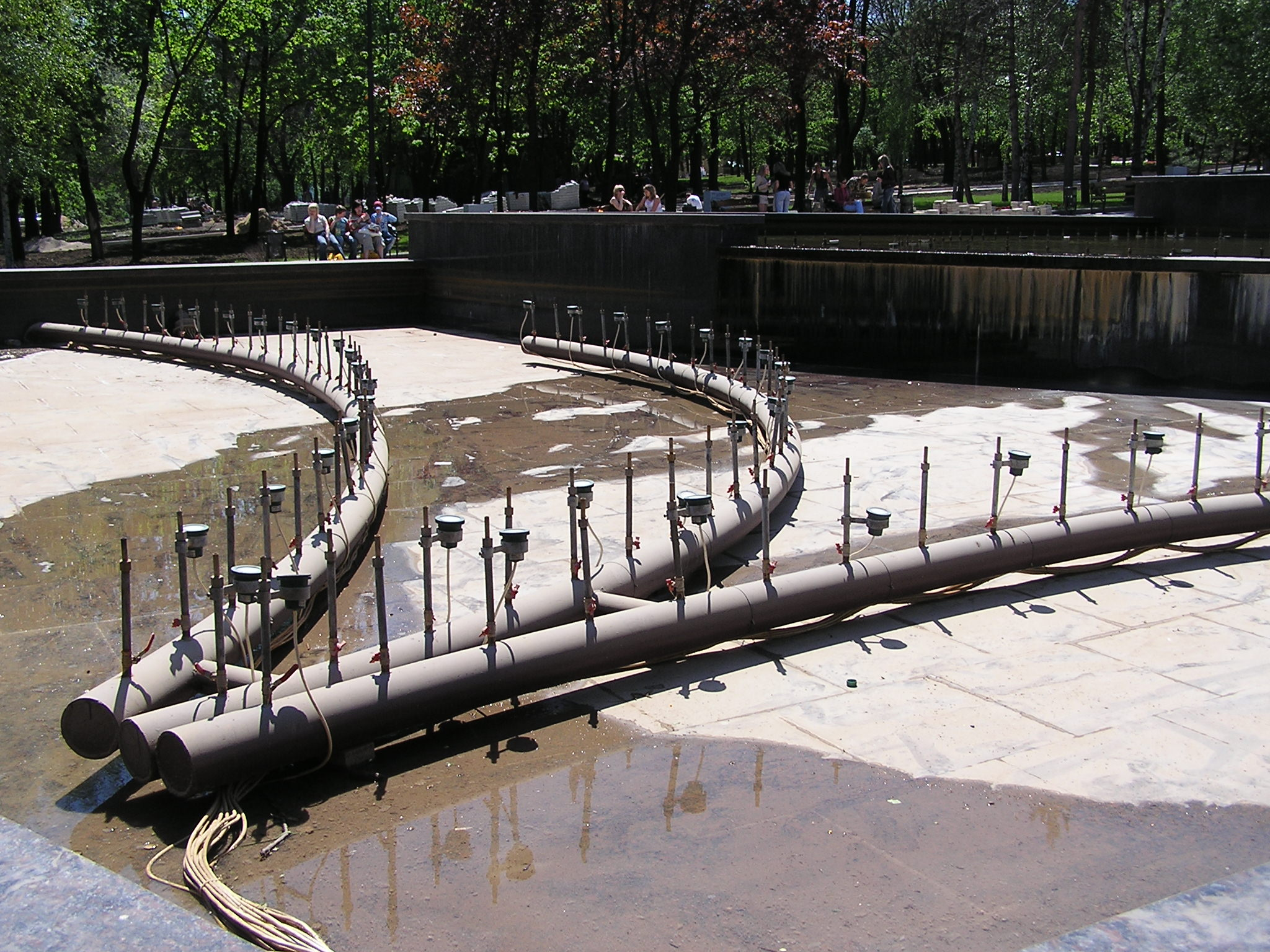
Форсунки центрального фонтана
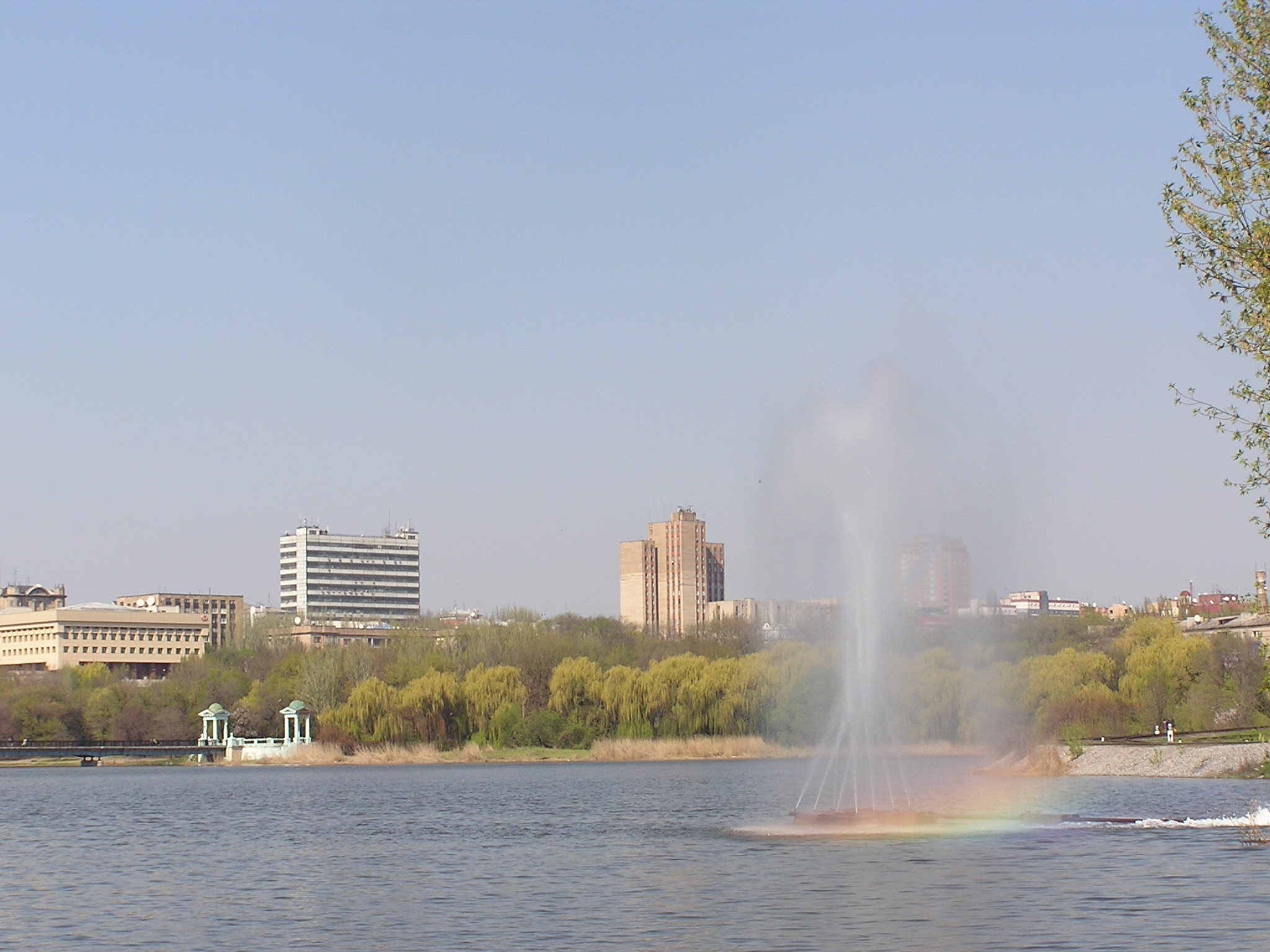
Перший міський ставок. Фонтан на воді

## Атракціони
У парку розташовувалася Дитяча залізниця імені Кірова, відкрита 24 листопада 1936 року. На ній була кільцева лінія довжиною близько кілометра, а потяги працювали на електриці і складалися з двох зчеплених разом трамвайних вагонів. Дорога проходила по всій території парку і закінчувалася біля Палацу піонерів, який на той час розміщувався в будівлі за адресою Артема, 60. На дитячій залізниці імені Кірова були станції «Орлятко» і «Щасливе дитинство». «Орлятко» слугувала головною станцією, біля неї розміщувався обгінний шлях, потім на її місці побудований літній кінотеатр «Зелений».
На початку 1940-х років планувалася реконструкція дороги. Для дороги був виділений паровоз, на Дніпропетровському вагоноремонтному заводі замовлено п'ять вагонів, розрахованих на 24 місце. Розпочали будівництво нового шляху на селище «Смолянка». Планувалося на цьому новому шляху продовжувати використовувати електротягу. У зв'язку з початком Німецько-радянської війни дитяча залізниця імені Кірова припинила існування і після війни не відновлювалася. 1972 року в Міському парку культури і відпочинку створена нова Мала Донецька залізниця імені В. В. Приклонського.
В парку також раніше перебували музична раковина, літній театр на 1 000 глядачів, літній кінотеатр «Зелений» на 2 200 місць, танцювальний майданчик, ресторан, парашутна вишка (існувала до 1970-х років), читальний і шахово-шашковий павільйони.

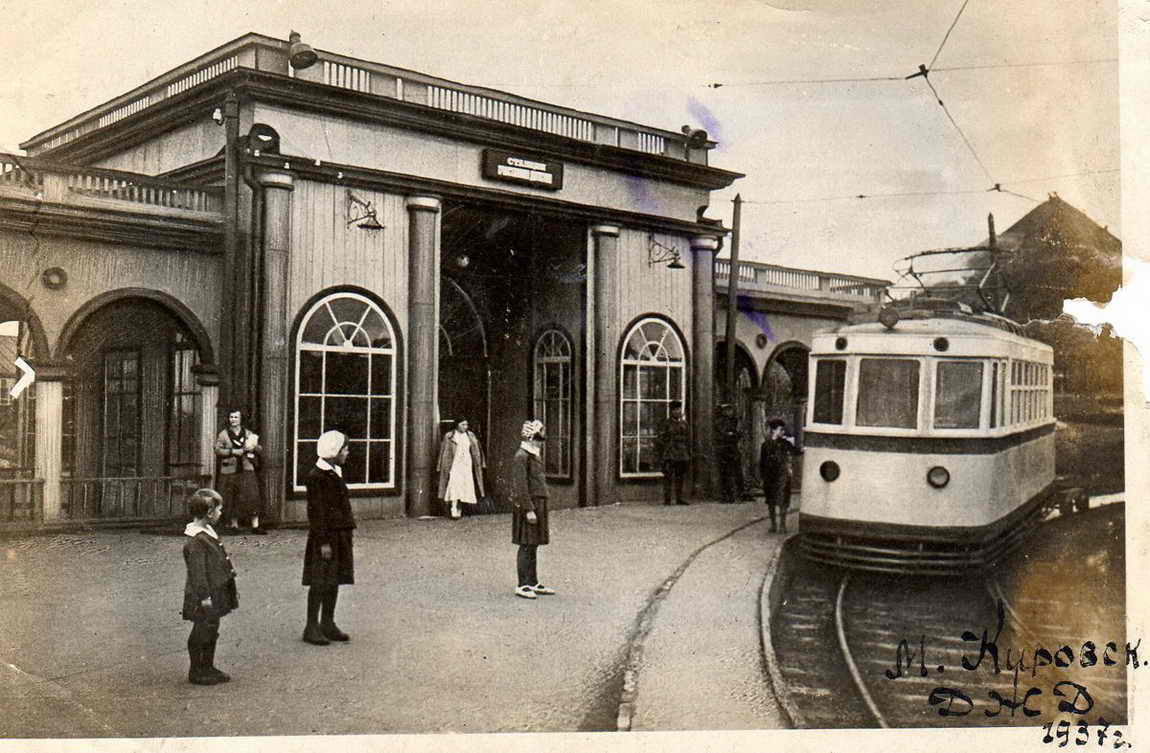
Станція «Щасливе дитинство» дитячої залізниці імені Кірова. Фото з газети кінця 1930-х років.
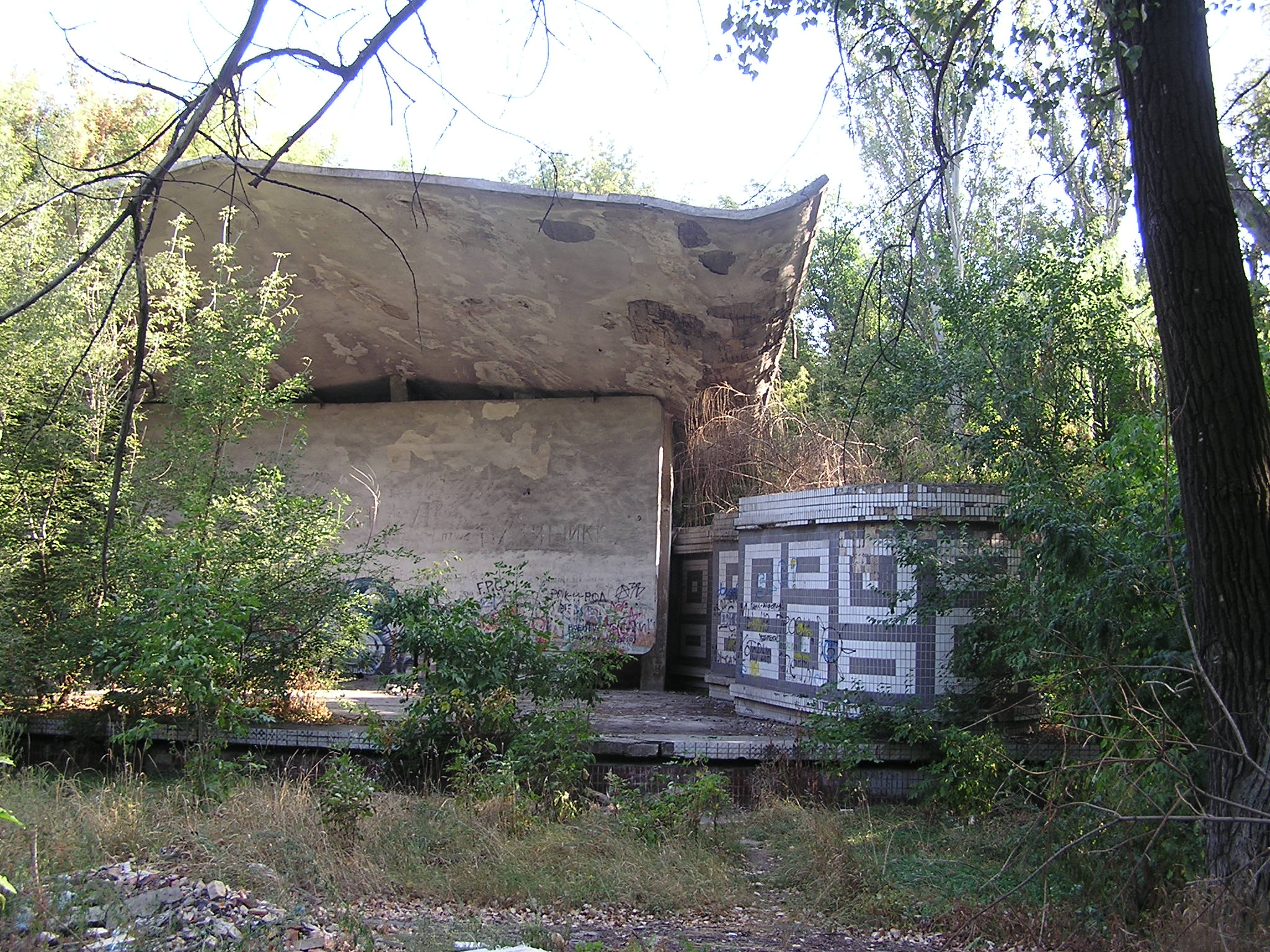
Залишки літнього кінотеатру «Зелений», 2008 рік
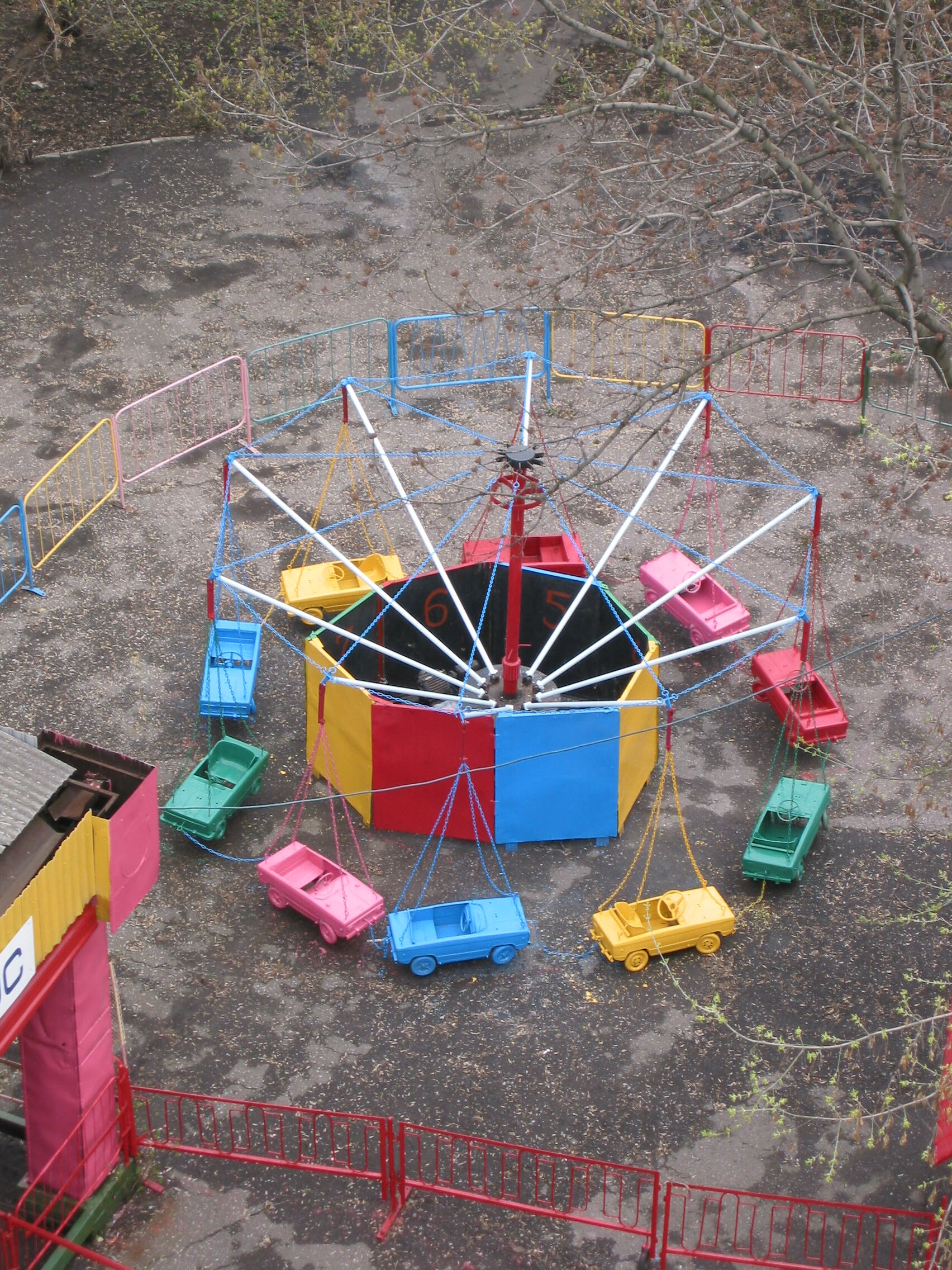
Дитячий атракціон (демонтований)
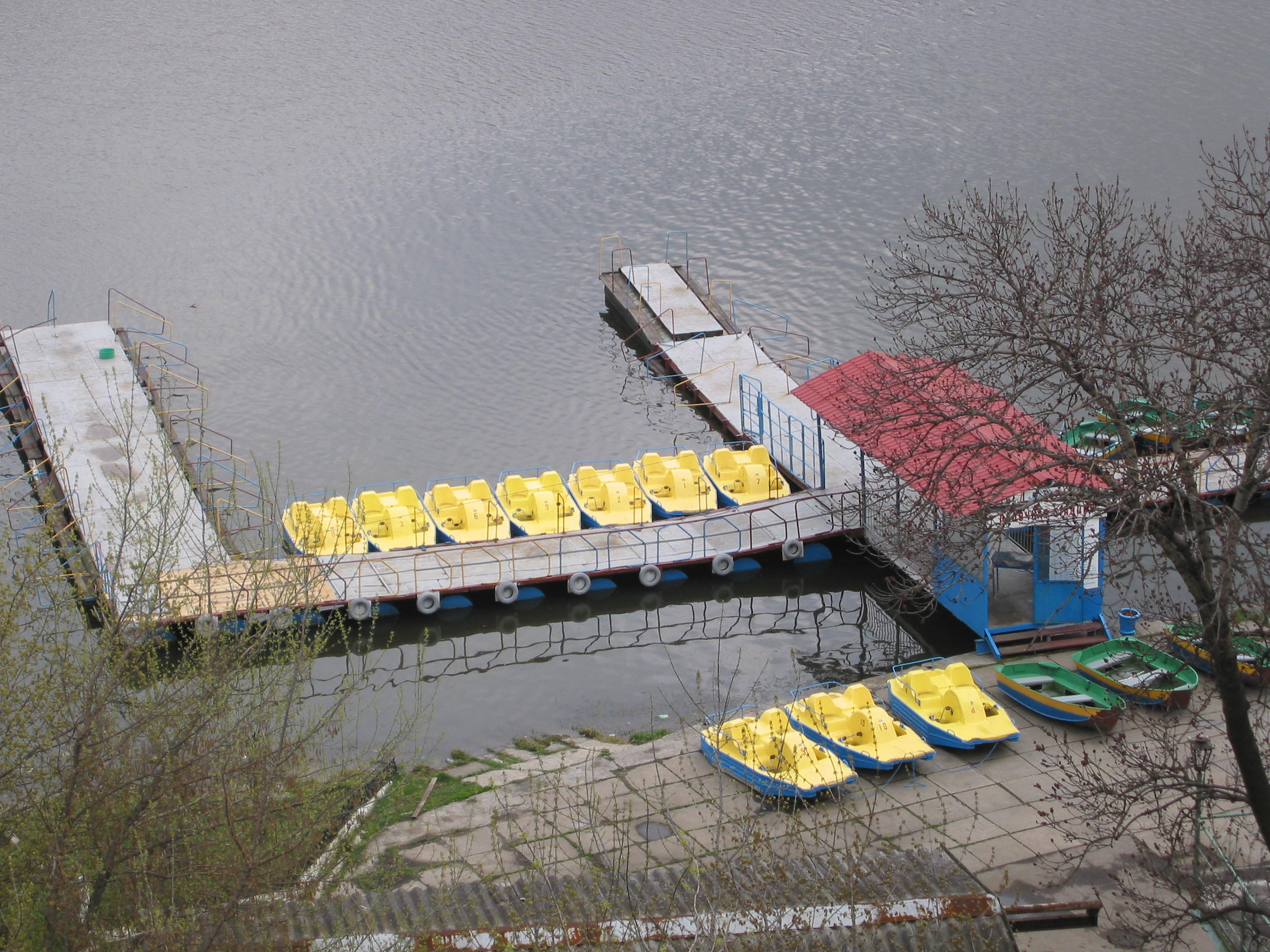
Човнова станція

Нині в парку працюють атракціони — колесо огляду (з'явилося на початку 1950-х років), «Ромашка», «Вихор», «Дзвіночок», «Орбіта», «Веселі гірки», американські гірки, вежа вільного падіння «Стела» (висота 32 метри), два атракціони «Клоун», вежа вільного падіння «Шторм» (висота 12 метрів), «Глобус», гірка «Відважні пілоти» та інші. Всього 23 атракціони. Частина атракціонів виготовлена на вінницькому заводі «Аналог» ТОВ «Сармат». Працює човнова станція з прокатом човнів та катамаранів.
2009 року на місці колишнього автодрому почалося будівництво стаціонарного дельфінарію. Тут відбуватимуться виступи тварин, а також дельфінотерапія. У конкурсі на будівництво дельфінарію брали участь «Цирк Кобзов», Севастопольський дельфінарій і одеський дельфінарій «Немо». У конкурсі перемогли одесити. Відкриття дельфінарію відбулося у грудні 2009 року.

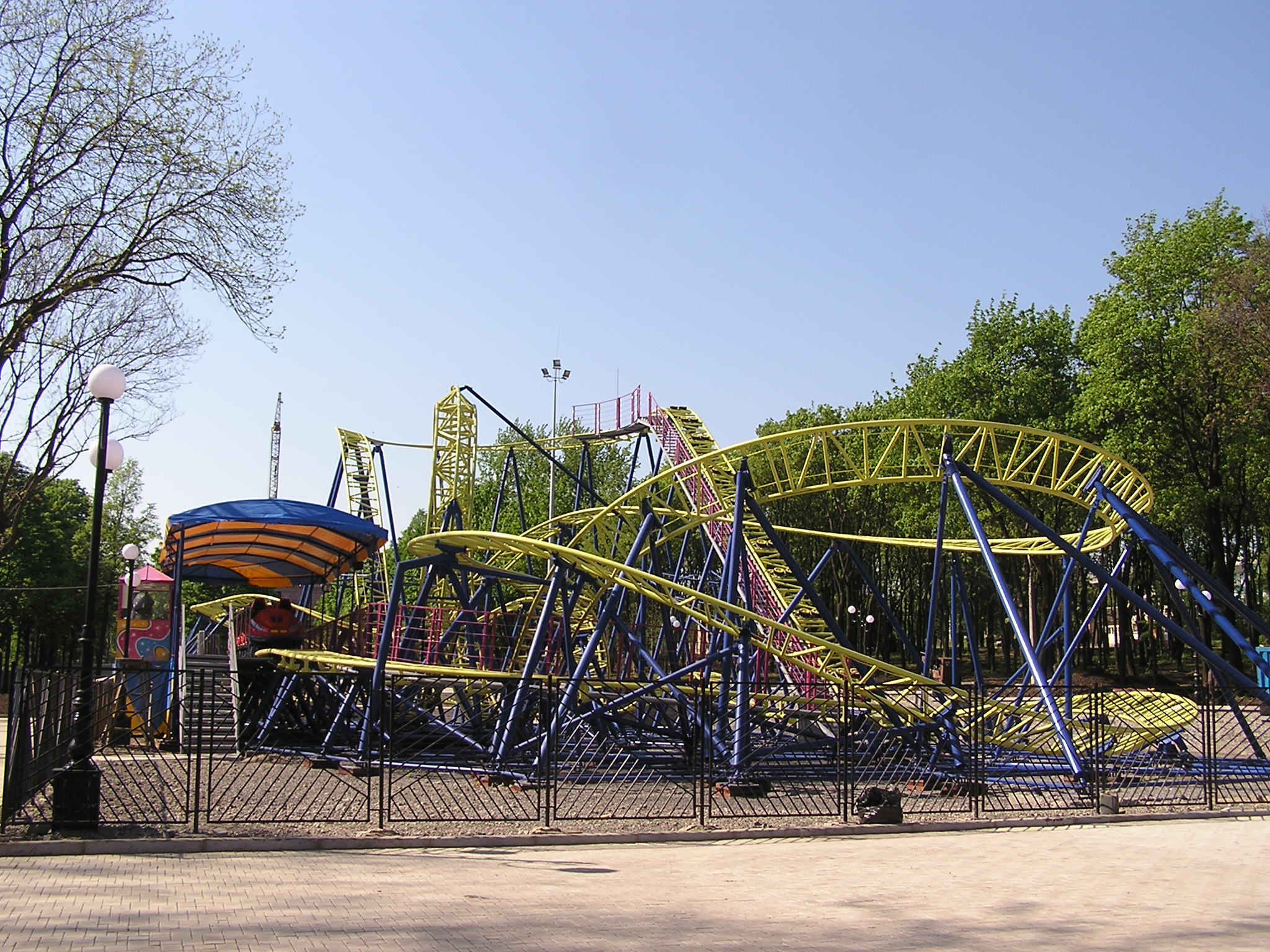
Американські гірки
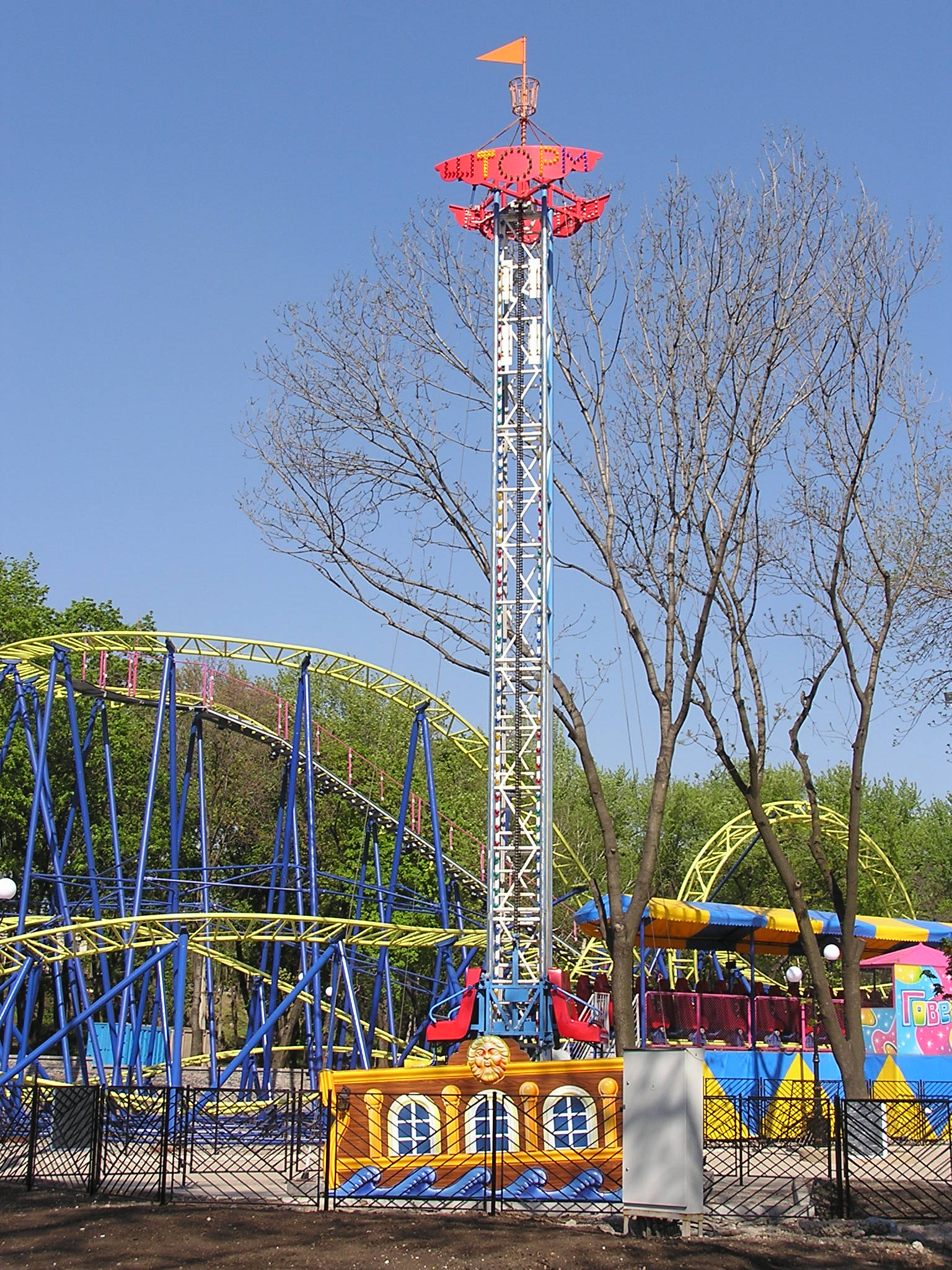
Вежа вільного падіння
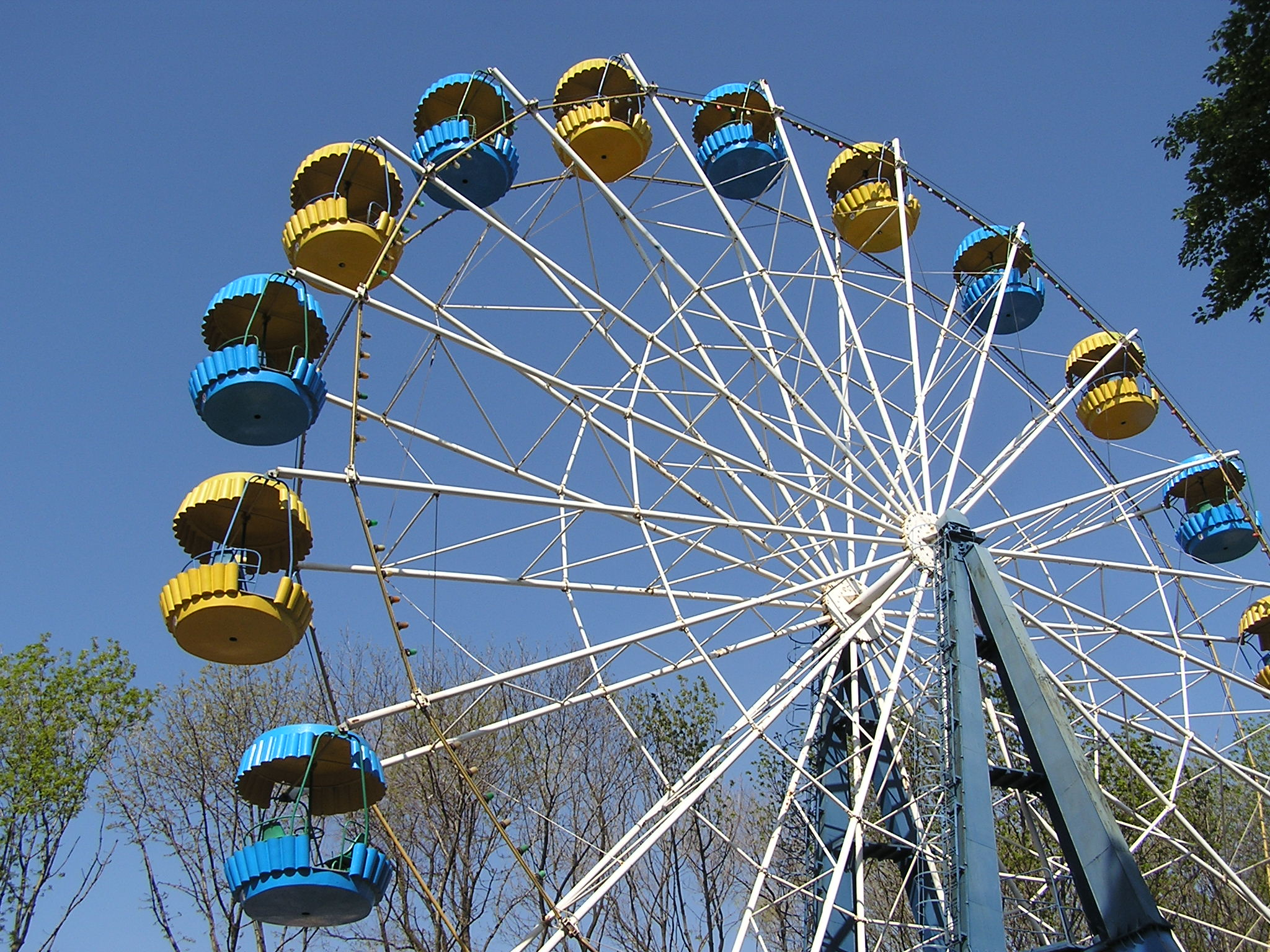
Колесо огляду
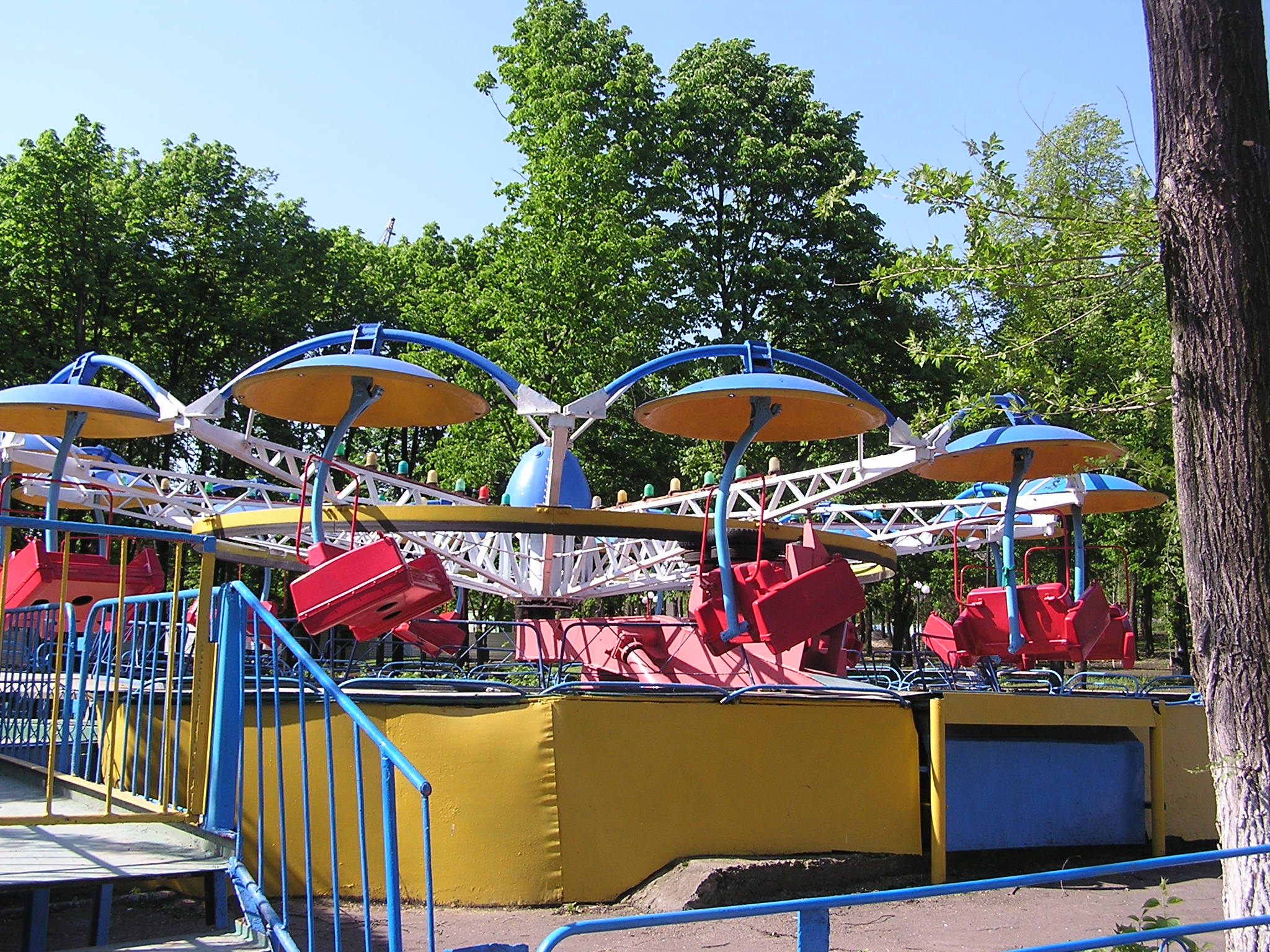
«Орбіта»